# 경주 무장사지 아미타불 조상 사적비
경주 무장사지 아미타불 조상 사적비(慶州 鍪藏寺址 阿彌陀佛 造像 事蹟碑)는 대한민국 경상북도 경주시 무장사지에 있는, 남북국 시대 신라의 사적비이다. 1963년 1월 21일 대한민국의 보물 제125호로 지정되었다.

## 역사
신라 제39대 소성왕(재위 799∼800)의 왕비인 계화부인(桂花夫人)이 왕의 명복을 빌기 위하여 아미타불상(阿彌陀佛像)을 만들면서 그 과정을 자세히 기록한 비이다. 1915년 주변에서 발견된, 세 조각의 비석 파편에 새겨진 글을 통해 이 비가‘무장사아미타조상사적비’임이 밝혀졌고, 이곳에 무장사가 있었음을 아울러 알게 되었다.

## 형태
비는 전체적으로 파손되어 몸돌은 다른 곳에 보관되어 있고, 현재 절터에는 부서진 비받침과 비의 머릿돌만이 떨어진 채로 남아 있다. 비받침은 얼굴 형상을 알 수 없으나 특이하게 2좌로 구성되어 있다. 등 중앙에 마련된 잘려진 비좌(碑座)는 비몸을 끼워두는 곳으로 사각형이며, 네 면에 십이지신상(十二支神像)을 조각하였다.
잘려진 머릿돌에는 용이 구름 속에서 앞발로 여의주를 잡고 있는 조각이 있고, 왼쪽 면에는 금석학자인 추사 김정희의 조사기가 기록되어 있다. 이 석비는 통일신라 전기에 만들어진 경주 태종무열왕릉비(국보 제25호)를 제외하고 그 이후 머릿돌이 남아 있는 예가 드문 상황에서 당시 머릿돌의 변화과정을 살필수 있는 귀중한 작품이다.

## 사진

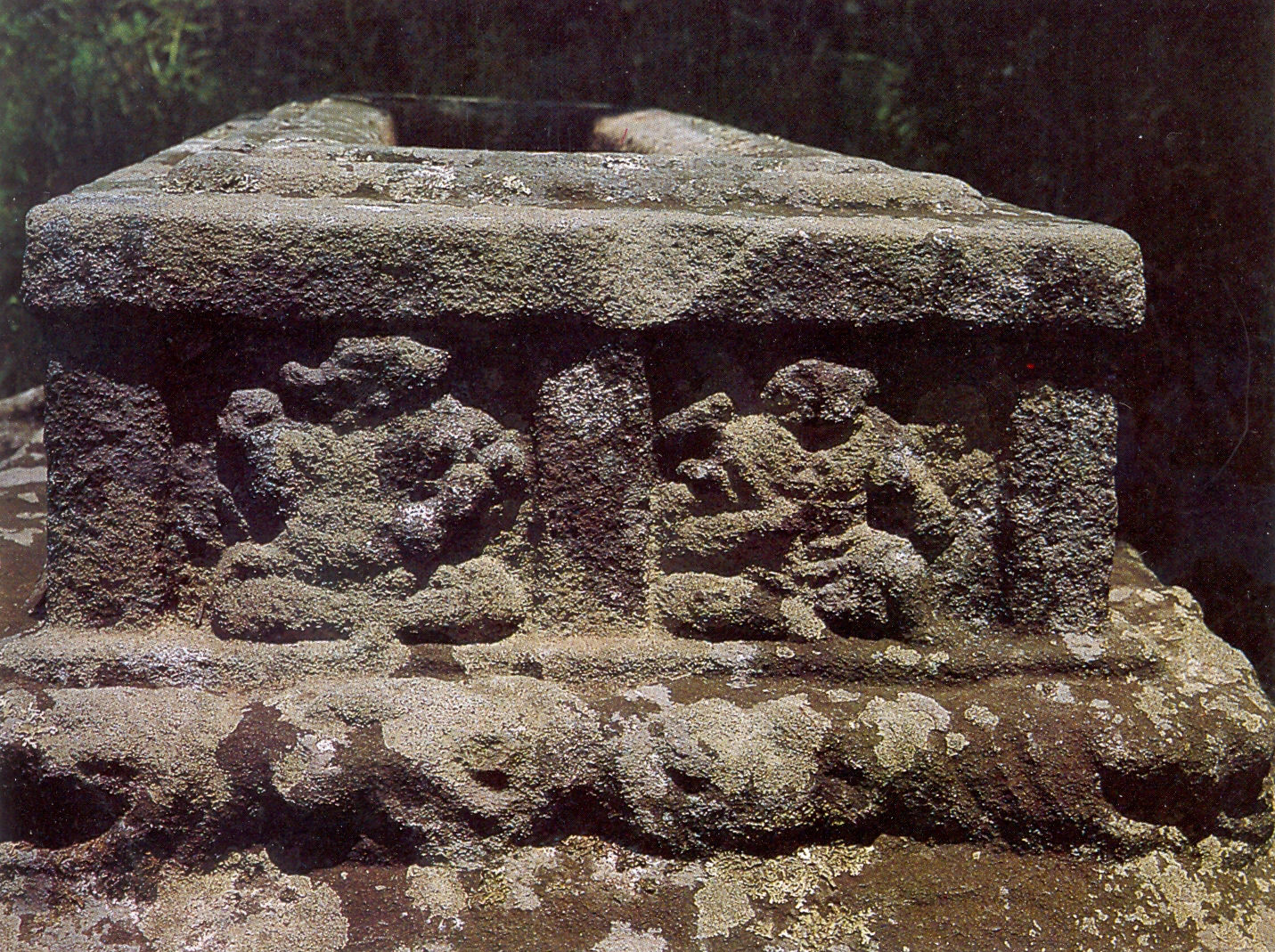
비좌 옆 면에 조각된 십이지신상

## 참고 자료
- 경주 무장사지 아미타불 조상 사적비 - 국가유산청 국가유산포털